# 约瑟夫·施特劳斯
约瑟夫·施特劳斯（德語：Josef Strauß，1827年8月20日—1870年7月22日），奥地利作曲家和指揮家，也是老约翰·施特劳斯的次子，暱稱「佩皮」（Pepi）。

## 生平
1827年8月20日，约瑟夫出生於維也納瑪麗亞希福市民住宅39號。一如兄長小約翰和弟弟愛德華的遭遇一般，约瑟夫自幼被父親指定了一份非音樂家的未來職業。老約翰希望約瑟夫能成為一位在哈布斯堡皇家軍隊服役的軍官。但约瑟夫實際上卻有成為工程師的天份。他曾在技術學院修習工程製圖和數學課程，之後又在藝術學院完成了人物畫、風景畫、裝飾畫等的訓練，從而擁有一手極傑出的繪圖技能。约瑟夫最終沒有從軍，而是留在維也納，更在1853年成為維也納市議會特聘的工程師，為維也納市設計清洗街道的機器。
但就在同一年，约瑟夫的兄長小約翰患上重病，無法指揮家族樂隊。為維持家族生意，约瑟夫被迫接過指揮的工作，並發表了第一首作品《既是第一也是最後一首》圓舞曲（Die Ersten und Letzten）。從這首舞曲的標題不難看出，约瑟夫並不想長期接替兄長的工作。但維也納人卻非常喜歡這位新秀所作的圓舞曲、波爾卡等各種舞曲，這使约瑟夫決定留在家族樂團，與兄長共同打造「施特勞斯音樂王朝」。
4年後的1857年6月8日，约瑟夫在維也納約翰·尼波默克教堂與卡洛琳·普魯克梅爾（Caroline Pruckmayer）结婚。次年3月27日，他們唯一的女兒，卡洛琳·安娜·施特劳斯（Karoline Anna Strauss）出生。
但约瑟夫的身體健康一直不好，直到1870年6月1日訪問波蘭期間，约瑟夫昏倒在「什錦音樂會」（Musical Potpourri）的指揮台上。波蘭方面的診斷是腦瘤破裂，這使陪同前往演出的卡洛琳受驚不小，最終決定在7月把約瑟夫帶回維也納。但回到維也納不久，约瑟夫就在同年7月22日逝世於施特勞斯家族的大宅—"只有男人的房子"（Hirschenhaus）。约瑟夫死亡前的最後診斷是血壓過低（一說為血崩），謠言有此而起，如：约瑟夫拒絕了駐波蘭的俄軍演出一晚的要求，而被打至重傷，最終不治。但由於卡洛琳不允許解剖驗屍，因此約瑟夫的死因一直是個謎團。其後約瑟夫被葬於維也納聖馬克斯墳場。

## 作品節選
约瑟夫·施特劳斯寫過不少圓舞曲，不少至今天仍廣受歡迎，還在經典音樂的保留曲目當中，如《天體音乐》、《胡言亂語》、《買賣交易》、《我的個性是愛和喜悅》以及《奧地利村燕》等圓舞曲。而他的波爾卡和四对方舞曲也很受人歡迎。和他的兄弟相比，約瑟夫更喜歡較認真地譜寫音樂，如在他的《神奇磁力（動力）》圓舞曲通過小調來表達沉思的情緒，這些不同都讓人很容易自施特劳斯家族作品中分辨出約瑟夫的作品。
最能表達約瑟夫個人風格的莫過於他所作的波爾卡-馬祖卡，如《蜻蜓》和《自由解放的婦女》等等。約瑟夫的哥哥小約翰，看見約瑟夫的作品後，自知不如。自此以後，哪怕約瑟夫逝世，小約翰也只集中精力寫輕歌劇和其他作品，只會偶爾把輕歌劇中動人的旋律，改編為舞曲而已。
他的著名作品包括：
| 波爾卡舞曲 - 小磨坊（Moulinet）Op. 57 (1858年) - 冬日樂趣（Winterlust）Op. 121 (1862年) - 放假中！（Auf Ferienreisen!）Op. 133 (1863年) - 體育（Sport-Polka）Op. 170 (1864年) - 兵營女工（Die Marketenderin）Op. 202 (1866年) - 讀者來函（Eingesendet）Op. 240 (1868年) - 話匣子（Plappermäulchen）Op. 245 (1868年) - 溜冰（Eislauf）Op. 261 (1869年) - 打鐵（Feuerfest!）Op. 269 (1869年) - 無憂無慮（Ohne Sorgen!）Op. 271 (1869年) - 騎師（Jokey）Op. 278 (1870年) | 圓舞曲 - 既是第一也是最後一首（Die Ersten und Letzten）Op. 1（1853年） - 最後一首後的第一首（Die Ersten nach den Letzten） Op. 12 (1854年) - 當年美好的時光（Die Guten, Alten Zeiten）Op. 26 (1856年) - 愛之珍珠（Perlen der Liebe）Op. 39 (1857年) - 同情心（Sympathie）Op. 73 (1859年) - 尋歡者（Lustschwärmer）Op. 91 (1860年) - 維也納金句（Wiener Bonmots）Op. 108 (1861年) - 流言蜚語（Die Schwätzerin）Op. 144 (1863年) - 維也納短詩（Wiener Couplets）Op. 150 (1863年) - 奧地利村燕（Dorfschwalben aus Österreich）Op. 164 (1864年) - 女人心（Frauenherz）Op. 166 (1864年) - 神奇磁力（動力）（Geheimne Anziehungskräfte （Dynamiden） ) Op. 173 (1865年) - 三色紫蘿蘭（Stiefmütterchen）Op. 183 (1865年) - 買賣交易（Transaktionen）Op. 184 (1865年) - 蜻蜓（Die Libelle）Op. 204 (1866年) - 胡言亂語（Delirien）Op. 212 (1867年) - 天體音乐（Sphären-Klänge）Op. 235 (1868年) - 水彩（Aquarellen）Op. 258 (1869年) - 我的個性是愛和喜悅！（Mein Lebenslauf Ist Lieb` Und Lust! ）Op. 263 (1869年) - 舞蹈中的謬斯女神（Die Tanzende Muse）Op. 266 (1869年) - 尼羅河水（Nilfluthen）Op. 275 (1870年) - 自由解放的婦女（Die Emancipierte）Op. 282 (1870年) |

### 與兄弟合作作品選
- 幕後四对方舞曲（Hinter den Coulissen quadrille，和小約翰合作，1859年）
- 怪獸四對方舞曲（Monstre quadrille，和小約翰合作，1861年）
- 撥弦波爾卡Op.234（Pizzicato-Polka，和小約翰合作，1869年）
- 瑣事圓舞曲（Trifoilen walzer，和小約翰、愛德華合作，1865年）
- 射擊四對方舞曲（Schützen quadrille，和小約翰、愛德華合作，1866年）

## 外部連結
- 约瑟夫·施特劳斯的免费乐谱，由国际乐谱典藏计划提供 
  - 國際樂譜典藏計畫的作品列表（英文）